# Черасела Ніколаш
Пані Черасела Ніколаш (рум. Cerasela-Lenuța Nicolaș) — румунська дипломатка. Генеральна консулка Румунії в Одесі (2002—2009).

## Життєпис
Закінчила Бухарестський державний університет (1990) і Московський державний інститут міжнародних відносин (1995).
У 1996—2002 рр. — працювала в місіях ОБСЄ і ООН у Хорватії, Сербії. Боснії і Герцеговині, Вірменії, Грузії, Азербайджані і Австрії. Була дипломатом в Іспанії, Франції та Росії.
У 2002—2009 рр. — Генеральний консул Румунії в Одесі (Україна). Нагороджена почесною відзнакою Одеського міського голови «Знак пошани».
У 2009—2013 рр. — Генеральний консул Румунії в Ізмірі (Туреччина).